# مونت کلیر (کالیفرنیا)
مونت کلیر (به انگلیسی: Montclair) شهری در شهرستان سن برناردینو، کالیفرنیا ایالت کالیفرنیا است که در سرشماری سال ۲۰۱۰ میلادی، ۳۶۶۶۴ نفر جمعیت داشته است.